# 石刀駅
石刀駅（いわとえき）は、愛知県一宮市今伊勢町馬寄字西流にある、名古屋鉄道名古屋本線の駅である。駅番号はNH52。

## 歴史
- 1935年（昭和10年）4月29日 - 馬寄駅として開業[2]。
- 1941年（昭和16年）2月10日 - 石刀駅に改称[2]。
- 1944年（昭和19年） - 戦時中の為営業休止[2]。
- 1956年（昭和31年）9月23日 - 営業再開。復活時より無人駅[2]。
- 1987年（昭和62年）
  - 3月24日 - 跨線橋供用開始[3]。
  - 3月30日 - 駅改修工事完工。上り線ホーム上屋完成[3]。
- 2005年（平成17年）3月15日 - トランパス導入。
- 2011年（平成23年）2月11日 - ICカード「manaca」の利用が可能となる。
- 2012年（平成24年）2月29日 - トランパスの使用を終了。
- 2018年（平成30年）2月28日 - ホーム改良工事竣工[4]。

## 駅構造
2面2線の相対式ホームを持つ地上駅で、普通のみが停車する。ホームの長さは80m（4両分）。駅集中管理システム（管理駅は名鉄一宮駅）を導入した無人駅で、駅舎はシステム導入時に新設された。トイレは未設置。以前は駅前商店で硬券の乗車券を発売していた。
改札口は1番ホームの名鉄一宮寄りに1箇所あり、付近には自動券売機（通勤manaca定期券（新規・継続）および通学manaca定期券（継続のみ）の購入も可能。ただし、名鉄ミューズカードでの決済は7:00～22:00の間に限られる。）及び自動精算機（ICカードのチャージ等も可能）を1台ずつ備えている。なお、互いのホームは改札口付近にある跨線橋で行き来できる。2番線（一宮・名古屋方面）は並走するJR東海道本線との間にホームがあるが、ほぼ同構造である隣の今伊勢駅よりもホームの幅はさらに狭く、JRの列車が通過する時には風が強く吹く。

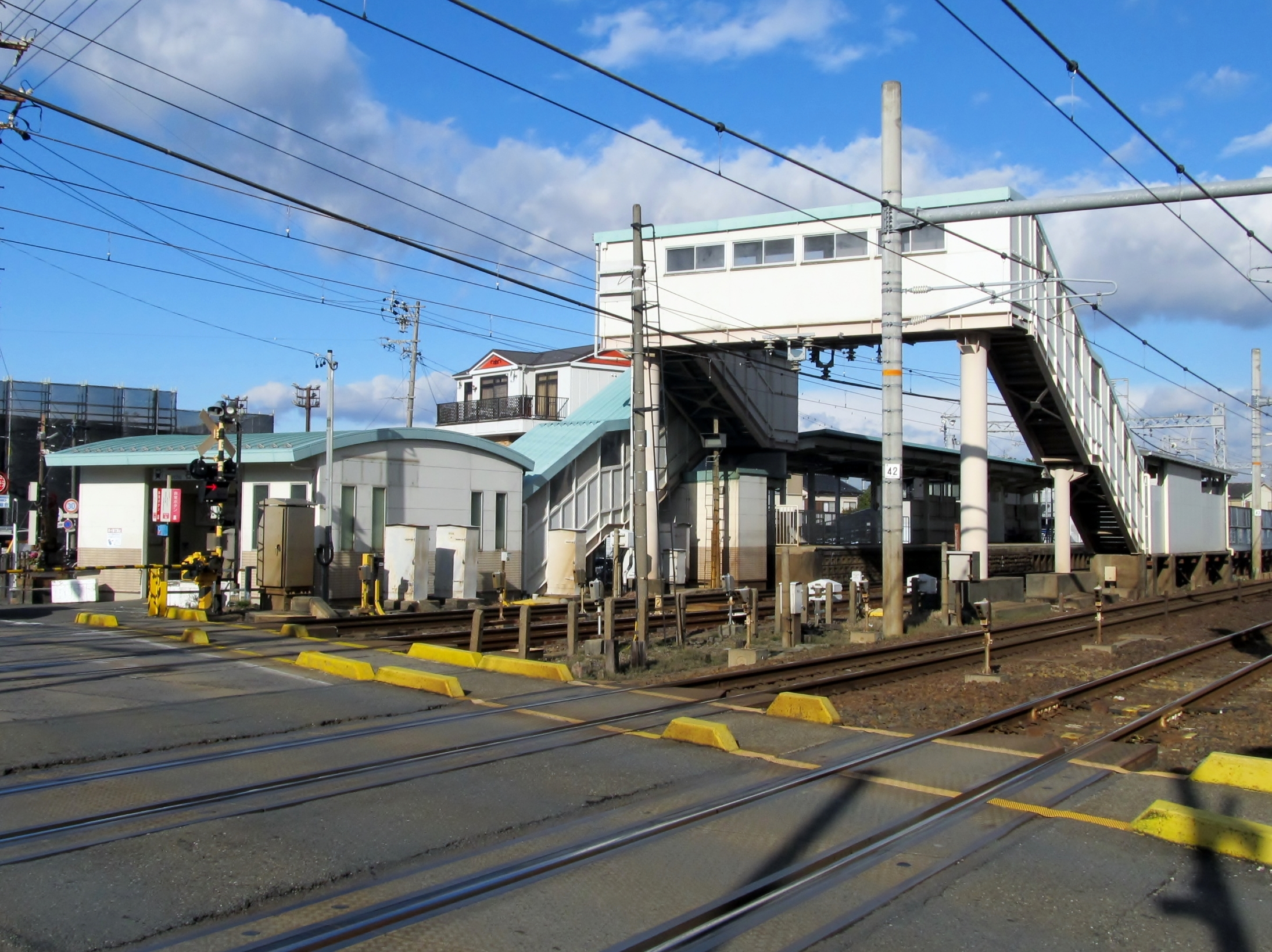
駅の立地。手前の複線はJR線。
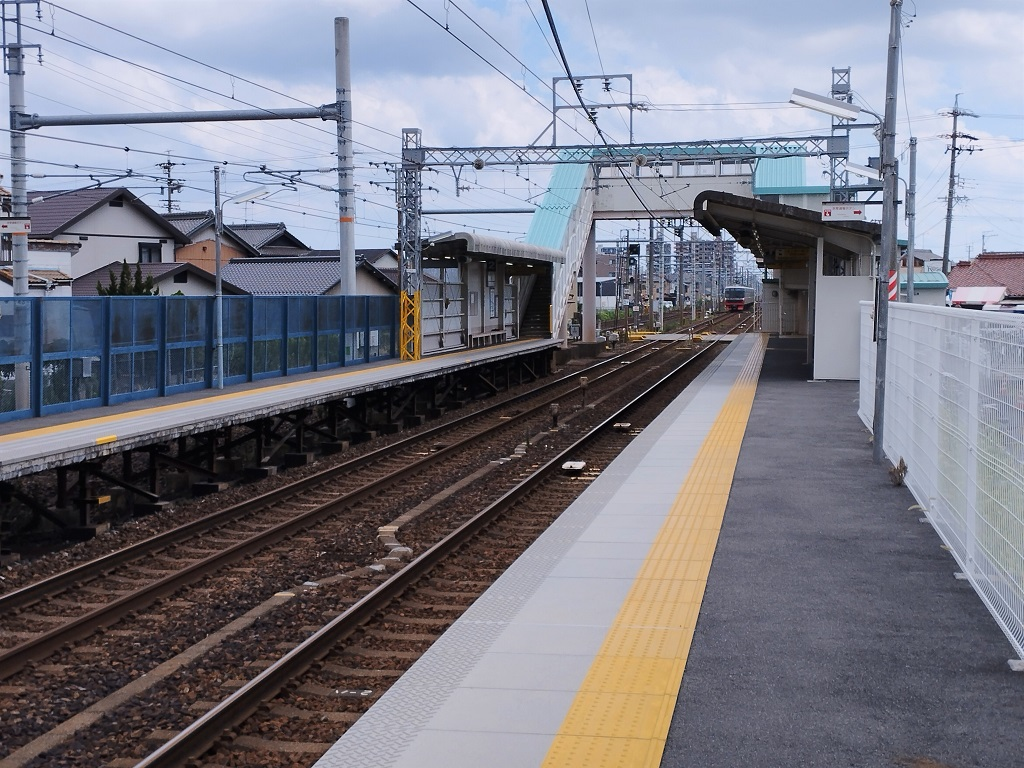
ホーム
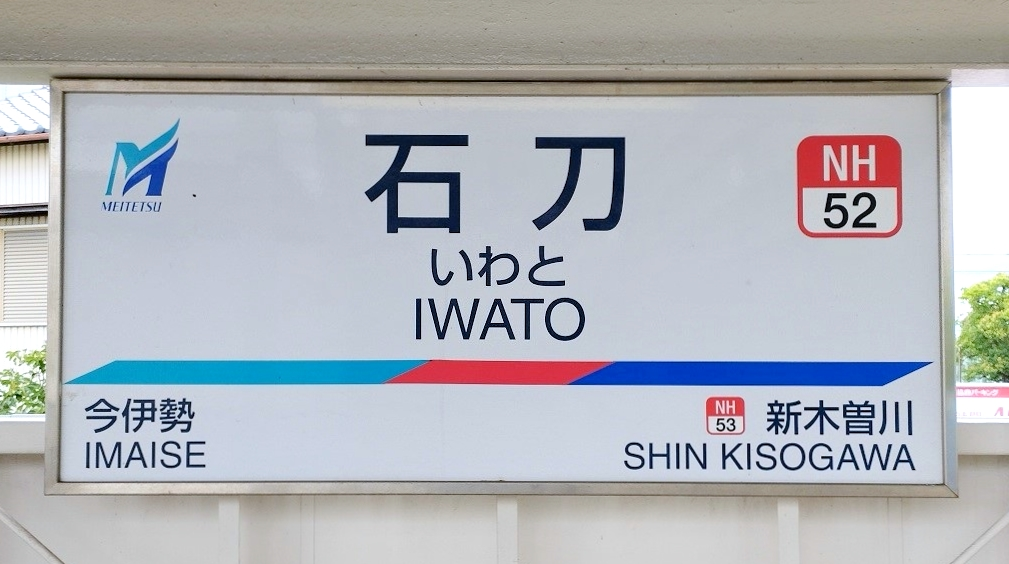
駅名標

### のりば
| 番線 | 路線          | 方向 | 行先                           |
| ---- | ------------- | ---- | ------------------------------ |
| 1    | NH 名古屋本線 | 下り | 名鉄岐阜ゆき                   |
| 2    | NH 名古屋本線 | 上り | 名鉄一宮・名鉄名古屋・金山方面 |

### 配線図
| ← 一宮・ 名古屋方面 | 石刀駅 構内配線略図 | → 岐阜方面 |
| 凡例 出典:          |                     |            |

## 利用状況
- 「移動等円滑化取組報告書」によると、2020年度の1日平均乗降人員は2,445人であった[11]。
- 『名鉄120年：近20年のあゆみ』によると2013年度当時の1日平均乗降人員は2,708人であり、この値は名鉄全駅（275駅）中158位、名古屋本線（60駅）中42位であった[12]。
- 『名古屋鉄道百年史』によると1992年度当時の1日平均乗降人員は1,874人であり、この値は岐阜市内線均一運賃区間内各駅（岐阜市内線・田神線・美濃町線徹明町駅 - 琴塚駅間）を除く名鉄全駅（342駅）中178位、 名古屋本線（61駅）中42位であった[13]。
- 愛知県の統計によれば、1日平均の乗車人員は、平成19年度1,146人、平成20年度1,192人である。愛知県内の名古屋本線の駅では、55駅中38位。

## 駅周辺
- 石刀神社
- 一宮市立今伊勢西小学校
- 一宮市テニス場
- i-バス（一宮市循環バス）「テニス場」停留所

## 隣の駅
名古屋鉄道
NH 名古屋本線
□ミュースカイ・□快速特急・■特急・□快速急行・■急行・■準急
通過
■普通
今伊勢駅（NH51） - 石刀駅（NH52） - 新木曽川駅（NH53）